# Homefront (série télévisée)
Pour les articles homonymes, voir Homefront.
Homefront est un feuilleton télévisé américain en 41 épisodes de 45 minutes et un épisode de 70 minutes, créé par Lynn Marie Latham et Bernard Lechowick et diffusé entre le 24 septembre 1991 et le 26 avril 1993 sur le réseau ABC.
En France, le feuilleton a été diffusé en 1993 sur TMC et rediffusé sur RTL9.

## Synopsis
Ce feuilleton raconte la vie de divers habitants de la ville de River Run (Ohio) juste après la fin de la Seconde Guerre mondiale.

## Distribution
- Kyle Chandler : Jeff Metcalf
- Sammi Davis : Caroline Hailey
- Ken Jenkins (VF : Alexandre Von Sivers) : Mike Sloan
- Mimi Kennedy (VF : Myriam Thyrion) : Ruth Sloan
- Harry O'Reilly : Sgt. Charlie Hailey
- Wendy Phillips : Anne Metcalf
- Jessica Steen : Linda Metcalf
- Dick Anthony Williams : Abe Davis
- Hattie Winston : Gloria Davis
- Giuliana Santini (VF : Alice Ley) : Gina Sloan
- Tammy Lauren : Ginger Szabo
- John Slattery (VF : Julien Roy) : Al Kahn
- Sterling Macer Jr : Cpl. Robert Davis
- David Newsom (en) : Lt. Hank Metcalf
- Kelly Rutherford : Judy Owen
- Perrey Reeves : Perrette Davis

## Épisodes

### Première saison (1991-1992)
1. titre français inconnu (S.N.A.F.U.)
2. titre français inconnu (Take My Hand)
3. titre français inconnu (Bedsprings)
4. titre français inconnu (So All Alone)
5. titre français inconnu (Patriots)
6. titre français inconnu (Holier Than Thou, Too)
7. titre français inconnu (Toledo)
8. titre français inconnu (Kids)
9. titre français inconnu (Man, This Joint Is Jumping)
10. titre français inconnu (Splitting Hairs)
11. titre français inconnu (Szabo's Travels)
12. titre français inconnu (Sinners Reconciled)
13. titre français inconnu (All These Things Will I Give Thee)
14. titre français inconnu (When It Rains, It Pours)
15. titre français inconnu (That's the Way the Cookie Crumbles)
16. titre français inconnu (Bad Connection)
17. titre français inconnu (Getting to First Base)
18. titre français inconnu (No Man Loyal and Neutral)
19. titre français inconnu (First Sign of Spring)
20. titre français inconnu (At Your Age)
21. titre français inconnu (Obstinacy or Constancy?)
22. titre français inconnu (If You Want It Done Right...)
23. titre français inconnu (Spanish Moss)
24. titre français inconnu (Songs Unsung Are Sweetest)

### Deuxième saison (1992-1993)
1. titre français inconnu (By Popular Demand)
2. titre français inconnu (The Lemo Tomato Juice Hour)
3. titre français inconnu (Can't Say No)
4. titre français inconnu (Appleknocker to Wed Tomatohawker)
5. titre français inconnu (A Nickel Plate Romance)
6. titre français inconnu (When the Stars Begin to Fall)
7. titre français inconnu (The Traveling Lemo All-Stars)
8. titre français inconnu (First Comes Love, Then Comes Marriage)
9. titre français inconnu (Life Is Short)
10. titre français inconnu (Signed, Crazy in Love)
11. titre français inconnu (On the Rebound)
12. titre français inconnu (The Lacemakers)
13. titre français inconnu (Like Being There When You're Not)
14. titre français inconnu (Who, What, Where, When, Why, and How)
15. titre français inconnu (Garfield Slept Here)
16. titre français inconnu (By Word or Act)
17. titre français inconnu (Shabbat Shalom)
18. titre français inconnu (All Good Things)